# Antoni Wiśniowski
Antoni Wiśniowski (ur. w 1805 roku – zm. w 1880 roku) – powstaniec listopadowy.
Uczeń Szkoły Podchorążych w Warszawie, służył w baterii kapitana Puzyny w korpusie gen. Józefa Dwernickiego. Za waleczność odznaczony Krzyżem Orderu Virtuti Militari.
Pochowany w kwaterze powstańców listopadowych na Cmentarzu Sapieżyńskim w Stanisławowie.